# Philippe Senderos
Philippe Sylvain Senderos (* 14. února 1985 Ženeva) je bývalý švýcarský profesionální fotbalista, který hrával na pozici středního obránce. Svoji hráčskou kariéru ukončil v roce 2020, a to ve švýcarském FC Chiasso. Mezi lety 2005 a 2016 odehrál také 57 utkání v dresu švýcarské reprezentace, ve kterých vstřelil 5 branek.
Působil sedm let v anglickém Arsenalu, kde byl i kapitánem. Zúčastnil se třech turnajích MS (2006, 2010 a 2014) a také byl jednou na ME 2008. Po konci hráčské kariéry se stal sportovním manažerem klubu Servette FC.

## Klubová kariéra
Senderos se narodil španělskému otci a srbské matce, ale vyrůstal ve Švýcarsku, kde později začal i svoji fotbalovou kariéru. Už v sedmi letech nastoupil do akademie týmu Servette, kde se propracoval až do prvního týmu. V prosinci 2002 podepsal smlouvu s londýnským Arsenalem, do kterého však přestoupil až v létě příštího roku. V Arsenalu dokázal vyhrát Community Shield v roce 2004 a FA Cup o rok později. V roce 2008 s ním však přestal Arsenal počítat a poslal ho na hostování do AC Milan a rok později ještě do Evertonu, kde odehrál pouhé tři zápasy, z nichž dva byly v Premier League a jeden v Evropské lize. Nakonec se ze Senderose stal volný hráč a v roce 2010 se domluvil na novém angažmá ve Fulhamu. Jenže během Mistrovství světa v Jihoafrické republice se zranil v prvním zápase proti Španělsku, které Švýcarsko vyhrálo nečekaně 1-0. Po zápase se však potvrdilo Senderosovo těžké zranění, které si vyžádalo přestávku na 6 měsíců. I přes dlouhou přestávku se dostal do formy a na konci sezony pomohl Fulhamu k výhrám na hřištích Sunderlandu a Birminghamu 3-0, respektive 2-0. V sezoně 2011/12 už dostával od nového trenéra Martina Jola mnoho šancí a brzy se stal členem základní sestavy. První gól vstřelil v zápase proti Wiganu, čímž Fulhamu zajistil vítězství 2-1.
31. ledna 2014 (poslední den zimního přestupního termínu v západní Evropě) odešel z Fulhamu do španělského klubu Valencia CF.
5. června 2014 se dohodl na dvouleté smlouvě s anglickým klubem Aston Villa FC. V lednu 2016 se dohodl na jejím rozvázání a vzápětí posílil švýcarský klub Grasshopper Club Zürich.

## Reprezentační kariéra
Senderos hrál postupně ve všech švýcarských mládežnických reprezentacích. V roce 2002 byl kapitánem vítězného švýcarského týmu U17 na mistrovství Evropy v této kategorii.
Debut v A-týmu Švýcarska absolvoval 26. 3. 2005 v přátelském utkání v Saint-Denis proti Francii, které skončilo bezbrankovou remízou. V roce 2006 byl nominován na Mistrovství světa v Německu, kde odehrál v základní skupině všechny tři zápasy. Stejně si vedl také na domácím Mistrovství Evropy v roce 2008 (spolupořádaném s Rakouskem), kde tým znovu nepostoupil ze skupiny, klíčová byla porážka 0:1 od České republiky. Na Mistrovství světa 2010 v Jihoafrické republice odehrál jen první zápas proti Španělsku, kde se však v 36. minutě zranil.
Německý trenér Švýcarska Ottmar Hitzfeld jej nominoval na Mistrovství světa 2014 v Brazílii. Švýcaři se se 6 body kvalifikovali z druhého místa skupiny do osmifinále proti Argentině, které podlehli 0:1 po prodloužení a z turnaje byli vyřazeni.

## Osobní život
Senderos mluví šesti jazyky – anglicky, francouzsky, německy, španělsky, italsky a srbsky.
Jeho o pět let starší bratr Julien je profesionálním basketbalovým hráčem, který také reprezentuje Švýcarsko.

## Přestupy
- z Servette FC do Arsenal FC za 3 550 000 Euro
- z Arsenal FC do AC Milán za 2 500 000 euro (hostování na 1 rok)
- z Arsenal FC do Fulham FC zadarmo

## Hráčská statistika
| Sezóna  | Klub           | Liga                       | Liga   | Liga | Ligové poháry | Ligové poháry | Ligové poháry | Kontinentální poháry | Kontinentální poháry | Kontinentální poháry | Celkem | Celkem |
| Sezóna  | Klub           | Soutěž                     | Zápasy | Góly | Soutěž        | Zápasy        | Góly          | Soutěž               | Zápasy               | Góly                 | Zápasy | Góly   |
| ------- | -------------- | -------------------------- | ------ | ---- | ------------- | ------------- | ------------- | -------------------- | -------------------- | -------------------- | ------ | ------ |
| 2001/02 | Servette FC    | Super League               | 3      | 0    | -             | 0             | 0             | UEFA                 | 0                    | 0                    | 3      | 0      |
| 2002/03 | Servette FC    | Super League               | 23     | 3    | -             | 0             | 0             | UEFA                 | 2                    | 0                    | 25     | 3      |
| 2003/04 | Arsenal FC     | Premier League             | 0      | 0    | AP+ALP+AS     | 0+0+0         | 0             | LM                   | 0                    | 0                    | 0      | 0      |
| 2004/05 | Arsenal FC     | Premier League             | 13     | 0    | AP+ALP+AS     | 6+3+0         | 0             | LM                   | 1                    | 0                    | 23     | 0      |
| 2005/06 | Arsenal FC     | Premier League             | 20     | 2    | AP+ALP+AS     | 2+5+1         | 0             | LM                   | 7                    | 0                    | 35     | 22     |
| 2006/07 | Arsenal FC     | Premier League             | 14     | 0    | AP+ALP        | 4+5           | 0             | LM                   | 2                    | 0                    | 25     | 0      |
| 2007/08 | Arsenal FC     | Premier League             | 17     | 2    | AP+ALP        | 3+3           | 0             | LM                   | 9                    | 0                    | 32     | 2      |
| 2009    | AC Milán       | Serie A                    | 14     | 0    | IP            | 1             | 0             | UEFA                 | 5                    | 0                    | 20     | 0      |
| 2009/10 | Arsenal FC     | Premier League             | 0      | 0    | AP+ALP        | 0+2           | 0             | LM                   | 0                    | 0                    | 2      | 0      |
| 2010/11 | Fulham FC      | Premier League             | 3      | 0    | AP+ALP        | 0             | 0             | -                    | 0                    | 0                    | 3      | 0      |
| 2011/12 | Fulham FC      | Premier League             | 21     | 1    | AP+ALP        | 1+1           | 0             | EL                   | 5                    | 0                    | 28     | 1      |
| 2012/13 | Fulham FC      | Premier League             | 21     | 0    | AP+ALP        | 1+0           | 0             | -                    | 0                    | 0                    | 22     | 0      |
| 2013/14 | Fulham FC      | Premier League             | 12     | 1    | AP+ALP        | 1+2           | 0             | -                    | 0                    | 0                    | 15     | 1      |
| 2014    | Valencia CF    | Primera Division           | 8      | 0    | -             | 0             | 0             | EL                   | 3                    | 1                    | 11     | 1      |
| 2014/15 | Aston Villa FC | Premier League             | 8      | 0    | AP+ALP        | 0+1           | 0             | -                    | 0                    | 0                    | 9      | 0      |
| 2015/16 | Aston Villa FC | Premier League             | 0      | 0    | AP+ALP        | 0+0           | 0             | -                    | 0                    | 0                    | 0      | 0      |
| 2016    | Grasshopper    | Super League               | 0      | 0    | -             | 0             | 0             | -                    | 0                    | 0                    | 0      | 0      |
| 2016/17 | Rangers FC     | Scottish Premiership       | 3      | 0    | -             | 0             | 0             | -                    | 0                    | 0                    | 3      | 0      |
| 2017    | Houston Dynamo | MLS                        | 6      | 0    | -             | 0             | 0             | -                    | 0                    | 0                    | 6      | 0      |
| 2018    | Houston Dynamo | MLS                        | 8      | 4    | AP            | 5             | 0             | -                    | 0                    | 0                    | 13     | 4      |
| 2019/20 | FC Chiasso     | Challenge League (2. liga) | 3      | 0    | -             | 0             | 0             | -                    | 0                    | 0                    | 3      | 0      |
| Celkově | Celkově        | Celkově                    | 220    | 13   | -             | 49            | 0             | -                    | 35                   | 1                    | 304    | 14     |

## Úspěchy

### Klubové
- 1× vítěz anglického poháru (2005)
- 1× vítěz anglického superpoháru (2004)
- 1× vítěz amerického poháru (2018)

### Reprezentační
- 3× na MS (2006, 2010, 2014)
- 1× na ME (2008)
- 1× na MS 20 (2005)
- 1× na ME 21 (2004)